# Bertrand de Compaigne
Bertrand de Compaigne, né le 3 juin 1607 à Dax, où il est mort le 20 janvier 1676, est un conseiller du roi et chroniqueur français. Il est notamment l'auteur de Chronique de la ville et du diocèse d'Acqs (1657) et Chronique de la ville et du diocèse de Bayonne (1663).
Depuis le début du XXe siècle, il est considéré comme un faussaire par les historiens. 

## Biographie
Bertrand de Compaigne naît le 3 juin 1607 à Dax. Il épouse Anne de Pédalis, avec qui il a plusieurs enfants. Il est conseiller du roi et avocat au présidial de Dax. Entre 1648 et 1653, il participe à la fronde. Il est l'auteur d'une Chronique de la ville et du diocèse d'Acqs et d'un Diptyque ou catalogue des évêques d'Acqs, tous deux parus à Orthez en 1657 et 1661. Il est également l'auteur d'une Chronique de la ville et du diocèse de Bayonne, parue à Pau en 1663. Il meurt le 20 janvier 1676 à Dax. 
Au début du XXe siècle, il est qualifié de faussaire et de plagiaire par les historiens Antoine Degert et Vincent Foix dans deux articles de la revue de Gascogne. Il intègre des personnages fictifs dans des listes épiscopales, et crée des forgeries dans l'objectif de flatter les nobles et bourgeois des deux villes, comme la pseudo-charte de l'abbaye de Divielle, indiquant la création de l'abbaye au VIIe siècle, alors que sa fondation remonte au XIIe siècle. Il est également l'auteur d'une « franchise de déplacement accordée aux citoyens de Bayonne » par Richard Cœur de Lion. Plusieurs détails montrent que c'est un faux. Sa date, 1070, à l'époque où Richard n'est pas encore duc d'Aquitaine, l'absence d'un original ou d'une copie dans les archives municipales, et surtout ses témoins : un évêque nommé Pierre d'Espelette et d'autres portant des noms ne correspondant pas à « l’anthroponymie de cette région ou [à] l’entourage ducal » (Alphonse, Antonio, Michel). Frédéric Boutoulle l'analyse comme « un faux d'érudition [...] pour prouver l’ancienneté d’une des familles avec qui il voulait être bien vu ». Pour sa création, il s'inspire d'un début de liste de témoins de la charte de l'évêque Forton Aner. Toujours d'après Boutoulle, ses faux sont fabriqués de toutes pièces.  

## Publications
- La science des juges criminels, temporels et ecclésiastiques, ou Les décisions des plus difficiles & importantes questions en matière criminelle, Lyon, La Rivière, 1656, 262 p. (BNF 30262457, lire en ligne) ;
- Chronique de la ville et du diocèse d'Acqs, Orthez, Rouyer, 1657, 33 p. (BNF 36389988) ;
- Diptyque ou catalogue des évêques d'Acqs, Orthez, Rouyer, 1661, 93 p. (BNF 30262456) ;
- Chronique de la ville et du diocèse de Bayonne puis les Romains jusques au règne de Louis XIV, roy de France et de Navarre, avec le catalogue des évesques, gouverneurs, maires et premiers eschevins, Pau, Desbaratz, 1663, 91 p. (BNF 34110982, lire en ligne).